# Ферраріс Йозеф
Ферраріс Йозеф, або Йозеф Іоган фон Ферраріс (нім. Joseph Johann Graf von Ferraris) — австрійський фельдмаршал, віце-президент придворної військової ради, картограф, граф.
Поступив на службу на початку війни за австійську спадщину. Командуючи артилерією в Австрійських Нідерландах, займався складанням карти Бельгії.
Під час Великої французької революції бився з військами республіки.